# Dave Franco
David John Franco (Palo Alto, California; 12 de junio de 1985) es un actor y cineasta estadounidense. Comenzó su carrera con pequeños papeles en películas como Superbad (2007) y Charlie St. Cloud (2010). Después de un papel protagónico en la novena temporada de la serie de comedia Scrubs, Franco tuvo su gran éxito cinematográfico con un papel secundario en la película de comedia de amigos 21 Jump Street (2012). 
Franco también ha protagonizado Fright Night (2011), Now You See Me (2013) y su secuela Now You See Me 2 (2016), Neighbors (2014) y su secuela Neighbors 2: Sorority Rising (2016), Nerve (2016), The Disaster Artist (2017), Day Shift (2022) y Together (2025) junto a su esposa, Alison Brie. En 2020, debutó como director con The Rental, protagonizada también por su actual esposa.

## Biografía
Franco nació en Palo Alto, California, hijo menor de Betsy, una poeta, autora y editora, y Doug Franco (1948-2011). El padre de Franco es de ascendencia portuguesa y sueca, su madre es judía y descendiente de inmigrantes rusos. Su abuela materna, Mitzi Levine Verne, es la dueña de la Galería de Arte Verne, una prominente galería de arte en Cleveland. Dave creció en California con sus dos hermanos, Tom y James Franco.
Estudió en la Universidad del Sur de California y originalmente se imaginó a sí mismo como profesor de secundaria enseñando escritura creativa, hasta que el mánager de su hermano James Franco lo guio a una clase de teatro cuando era estudiante de segundo año, donde comenzó a aprender habilidades de actuación.

## Carrera profesional

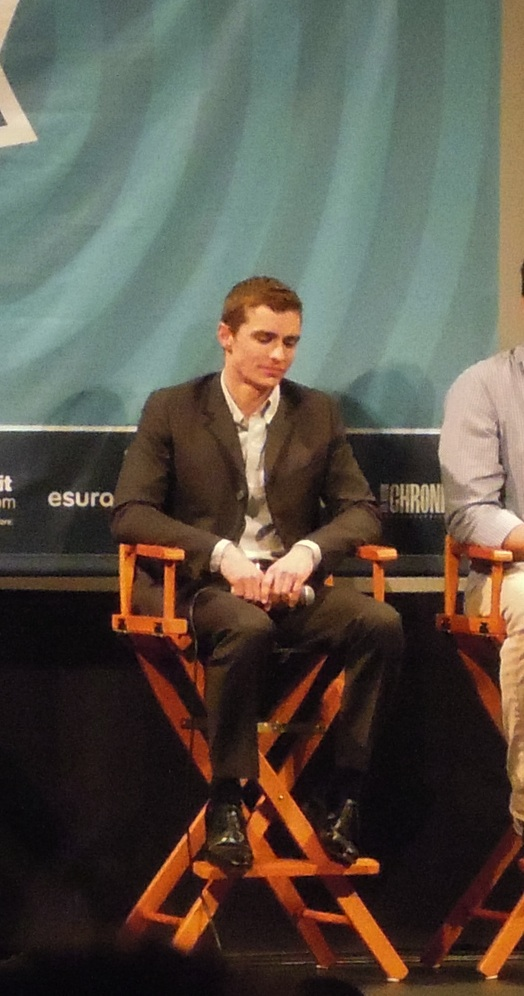
Dave Franco en una convención en marzo de 2012.

En 2006, Franco debutó como actor en el drama de televisión de The CW, 7th Heaven: desde entonces ha aparecido en series de televisión como Young Justice. Franco ha tenido papeles notorios en películas como Charlie St. Cloud, Now You See Me, 21 Jump Street y Nerve. En mayo de 2008, Franco formó parte del elenco del drama adolescente de The CW Privileged. Fue estrenado el 9 de septiembre de 2008 con 3,1 millones de espectadores. Las audiencias fueron bajando semana tras semana, con el sexto episodio teniendo 1,837 millones de espectadores. The CW no renovó la serie por una segunda temporada. En agosto del 2009, Variety anunció que Franco había sido elegido para tener un papel regular en la novena temporada de la sitcom de ABC Scrubs. Franco interpretaba a Cole Aaronson, un estudiante de medicina cuya familia pagó una gran suma de dinero al hospital Sacred Heart para que pudiese hacer prácticas. En mayo de 2010 ABC anunció que la serie no sería renovada por una décima temporada. En agosto del 2011 Franco protagonizó la comedia de horror en 3D Fright Night. Remake de la película de mismo título de 1985, trata sobre un adolescente que descubre que su vecino es un vampiro. La película recibió críticas positivas y recaudó 41 millones de dólares en todo el mundo.
En abril del 2012, Shalom life lo colocó a él y a su hermano, James, en la posición número 2 de la lista de "Los 50 judíos más talentosos, inteligentes, graciosos y magníficos del mundo". En mayo del 2012, Franco apareció en la película de comedia 21 Jump Street junto a Jonah Hill y Channing Tatum. Interpretaba el papel de Eric, un estudiante de instituto y traficante de drogas. La película recibió alabanzas de los críticos y fue un gran éxito en la taquilla. Dave desmintió los rumores de que se estuviera planeando una secuela aunque más tarde se realizó, anunciándose incluso una tercera parte. El 1 de febrero de 2013, fue estrenada la película Warm Bodies, en la que Franco interpretaba a Perry Kelvin. El 31 de mayo de 2013 se estrenó la película Now You See Me, en la que Franco apareció junto a Jesse Eisenberg, Mélanie Laurent, Woody Harrelson, Mark Ruffalo, Morgan Freeman e Isla Fisher. En 2016 participó en la película Now You See Me 2, secuela de la exitosa Now You See Me. En 2018, Franco protagonizó el drama sobre adicciones 6 Balloons junto a Abbi Jacobson, para Netflix. Luego, Franco tuvo un pequeño papel en If Beale Street Could Talk, dirigida por Barry Jenkins. En 2019, Franco protagonizó Zeroville, dirigida por su hermano, James, que se rodó originalmente en 2014, interpretando el papel del actor Montgomery Clift.
En 2020, debutó como director en la película de suspense y terror The Rental, coescrita junto a Joe Swanberg. Estuvo protagonizada por Alison Brie, Dan Stevens, Jeremy Allen White y Sheila Vand; y se estrenó el 24 de julio de 2020.

## Vida personal
Dave estuvo saliendo desde enero de 2012 con la también actriz Alison Brie, con la que se comprometió en agosto de 2015. En 2017 la pareja contrajo matrimonio.  Franco es judío.

## Filmografía

### Largometrajes
| Año  | Título original              | Personaje            | Ref |
| ---- | ---------------------------- | -------------------- | --- |
| 2007 | Superbad                     | Greg el futbolista   |     |
| 2007 | After Sex                    | Sam                  |     |
| 2008 | Milk                         | Telephone Tree #5    |     |
| 2009 | The Shortcut                 | Mark                 |     |
| 2010 | Greenberg                    | Rich                 |     |
| 2010 | Charlie St. Cloud            | Sully                |     |
| 2011 | The Broken Tower             | Hart Crane de joven  |     |
| 2011 | Fright Night                 | Mark                 |     |
| 2012 | 21 Jump Street               | Eric Molson          |     |
| 2013 | Warm Bodies                  | Perry Kelvin         |     |
| 2013 | Now You See Me               | Jack Wilder          |     |
| 2014 | The Lego Movie               | Wally (voz)          |     |
| 2014 | Neighbors                    | Pete Regazolli       |     |
| 2015 | Unfinished Business          | Mike Pancake         |     |
| 2016 | Neighbors 2: Sorority Rising | Pete Regazolli       |     |
| 2016 | Now You See Me 2             | Jack Wilder          |     |
| 2016 | Nerve                        | Ian                  |     |
| 2017 | The Little Hours             | Massetto             |     |
| 2017 | The Disaster Artist          | Greg Sestero         |     |
| 2017 | The Lego Ninjago Movie       | Lloyd Garmadon (voz) |     |
| 2018 | 6 Balloons                   | Seth                 |     |
| 2018 | If Beale Street Could Talk   | Levy                 |     |
| 2019 | Zeroville                    | Montgomery Clift     |     |
| 2019 | 6 Underground                | David / Six          |     |
| 2022 | Day Shift                    | Seth                 |     |
| 2024 | Love Lies Bleeding           | JJ                   |     |
| 2025 | Now You See Me 3             | Jack Wilder          |     |
| 2025 | Together                     | Tim                  |     |

### Series
| Año             | Título original    | Personaje                   | Notas                                                                  |
| --------------- | ------------------ | --------------------------- | ---------------------------------------------------------------------- |
| 2006            | 7th Heaven         | Benjamin Bainsworth         | Episodio: "Highway to Cell"                                            |
| 2008            | Do Not Disturb     | Gus                         | 5 episodios                                                            |
| 2008            | Greek              | Gonzo                       | 6 episodios                                                            |
| 2008–2009       | Privileged         | Zachary                     | 5 episodios                                                            |
| 2009–2010       | Scrubs             | Cole Aaronson               | 13 episodios                                                           |
| 2011–2012       | Young Justice      | Edward Nigma / Riddler(voz) | Episodios: "Terrors" y "Usual Suspects"                                |
| 2015            | Other Space        | Chad Simpson                | Episodios: "Into the Great Beyond... Beyond" and "Getting to Know You" |
| 2016            | BoJack Horseman    | Alexi Brosepheno (voz)      | Episodio: "Love And/Or Marriage"                                       |
| 2016–2017, 2019 | Easy               | Jeff                        | 4 episodios                                                            |
| 2018            | Little Big Awesome | Dave (voz)                  | Episodio: "Bed Follows/Gotta Get a Gimmick"                            |
| 2021            | The Now            | Ed Poole                    | 14 episodios                                                           |
| 2022            | The Afterparty     | Xavier                      | 7 episodios                                                            |
| 2023-2024       | Krapopolis         | Broseidon (voz)             | 3 episodios                                                            |
| 2025            | The Studio         | Él mismo                    | Episodio: "The Note"                                                   |

### Videojuegos
| Año  | Título original         | Rol                   | Ref    |
| ---- | ----------------------- | --------------------- | ------ |
| 2016 | Marvel Avengers Academy | Tony Stark / Iron Man | [ 14 ] |

### Como director
| Año  | Película                | Director | Guionista | Productor | Ref.   |
| ---- | ----------------------- | -------- | --------- | --------- | ------ |
| 2020 | The Rental              | Sí       | Sí        | Sí        |        |
| 2021 | Zola                    | No       | No        | Sí        |        |
| 2023 | Somebody I Used to Know | Sí       | Sí        | No        | [ 15 ] |

## Premios y nominaciones
| Año  | Premio                     | Categoría                                                        | Trabajo nominado    | Resultado |
| ---- | -------------------------- | ---------------------------------------------------------------- | ------------------- | --------- |
| 2022 | Premios Primetime Emmy     | Mejor serie limitada (compartido con el reparto)                 | Pam & Tommy         | Nominado  |
| 2022 | Premios Independent Spirit | Mejor producción (compartido con el reparto)                     | Zola                | Nominado  |
| 2017 | BAM Awards                 | Mejor actor de reparto                                           | The Disaster Artist | Nominado  |
| 2017 | BAM Awards                 | Mejor reparto (compartido con el elenco)                         | The Disaster Artist | Nominado  |
| 2016 | CinemaCon Awards           | Artista Revelación del Año                                       |                     | Ganador   |
| 2016 | Teen Choice Awards         | Elección de estrella de cine de verano: Hombre                   | Now You See Me 2    | Nominado  |
| 2015 | MTV Movie & TV Awards      | Mejor Dúo en la Pantalla (compartido con Zac Efron)              | Malditos vecinos    | Ganador   |
| 2014 | Young Hollywood Awards     | Mejor trío (compartido con Zac Efron y Christopher Mintz-Plasse) | Malditos vecinos    | Nominado  |
| 2013 | Young Hollywood Awards     | Favorito de los aficionados                                      |                     | Ganador   |